# فردریش-ویلهم اولریش
فردریش-ویلهم اولریش (انگلیسی: Friedrich-Wilhelm Ulrich؛ زادهٔ ۲۰ اکتبر ۱۹۵۳) قایقران روئینگ اهل آلمان شرقی بود.
وی در مسابقات کشوری و بین‌المللی در مجموع برندهٔ ۵ مدال طلا، ۱ مدال نقره شده‌است.